# Kloster Chiajna

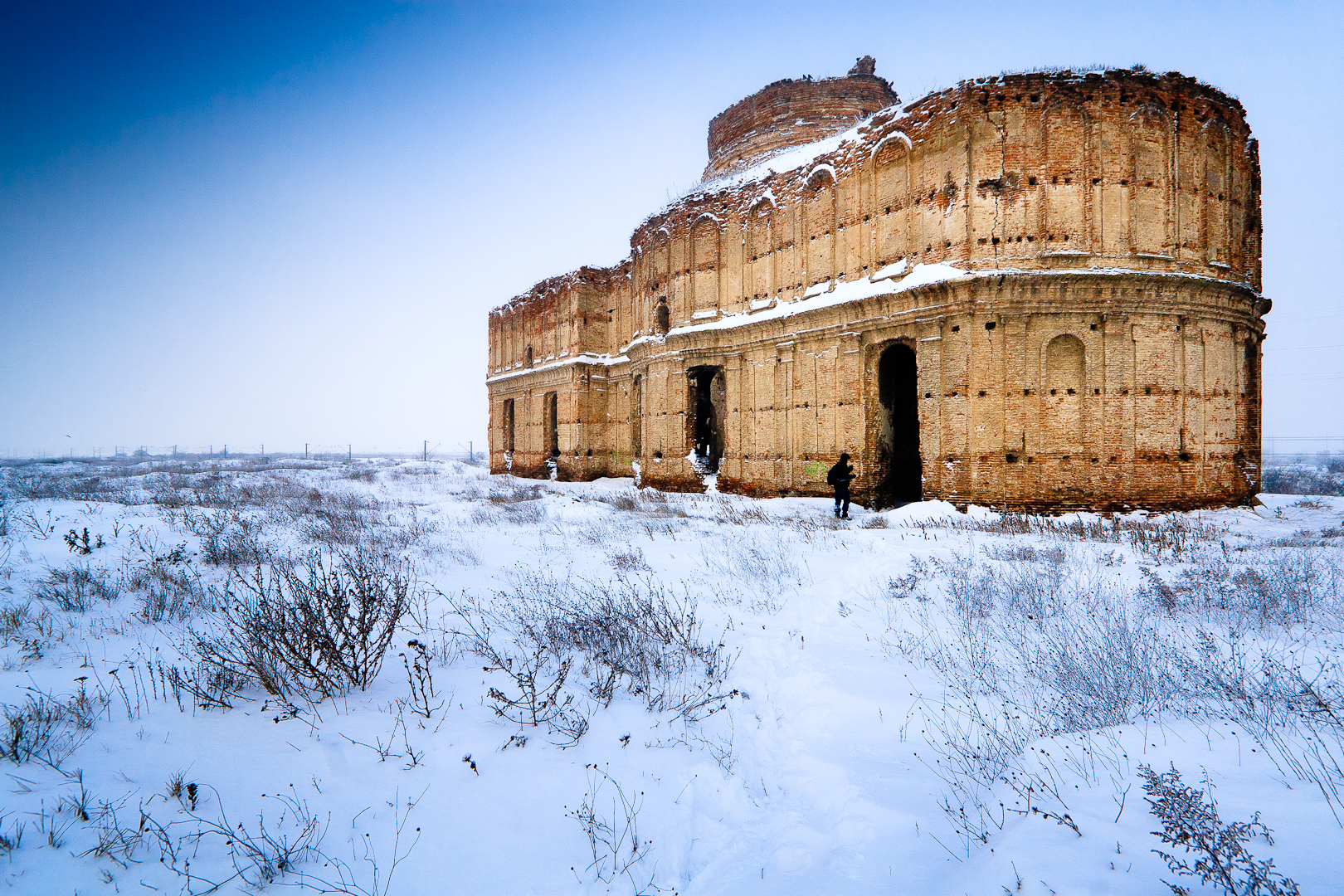
Ruine der Klosterkirche Chiajna

Das Kloster Chiajna (rumänisch Mănăstirea Chiajna) war ein Kloster aus dem 18. Jahrhundert. Es lag am heutigen nordwestlichen Stadtrand von Bukarest. Erhalten ist die Ruine der Kirche.

## Geschichte
Die Bauarbeiten des Klosters begannen bereits 1774 unter der Herrschaft von Alexandru Ipsilanti und wurden 1790 unter dem Phanarioten-Fürsten Nicolae Mavrogheni beendet. Benannt wurde das Kloster nach der Fürstin Chiajna, die einst das Landgut, auf dem das Kloster errichtet wurde, besaß. Das im neoklassizistischen Stil gebaute Kloster verfügte über eine Kirche von beeindruckenden Maßen: 43 Meter Länge, 18 Meter Höhe und bis zu zwei Meter dicke Mauern. Kurz vor der Einweihung wurde das Kloster von den Türken vernichtet. Wegen seiner Größe vermuteten diese, dass es sich um eine Festung handelte. Trotz des Türkenangriffs blieb die Kirche des Klosters bestehen. Bei dem Erdbeben 1977 stürzte aber der Kirchturm ein. Erzählt wird außerdem, dass während der Pestepidemie 1791 bis 1793 zu Zeiten des Fürsten Mihai Șuțu das Kloster zum Zufluchtsort für Kranke wurde und dass auch der Erzbischof der Walachei hier an der Pest starb. Nach der Epidemie wurde das Kloster endgültig verlassen. Alle Dokumente fielen einem Feuer zum Opfer.

## Legende
Der Legende nach wurde die Glocke des Klosters Chiajna in den Dâmbovița-Fluss geworfen und die Legende behauptet, dass man sie auch heute noch in Vollmondnächten läuten hört. Auch wird erzählt, dass von Zeit zu Zeit auf den Mauern des Klosters die Gestalt eines Engels oder einer schönen Frau zu sehen sei. Es heißt, dass es sich dabei um die Fürstentochter Ancuța handle, die auf Befehl ihrer Mutter, der Fürstin Chiajna, ermordet wurde, da sie sich weigerte den von ihrer Mutter auserwählten Mann zu heiraten. Es gibt auch Gerüchte über das Verschwinden von Personen oder über Gespenster, die hier erblickt worden sein sollen.